# Svjatoslav Teofilovič Richter

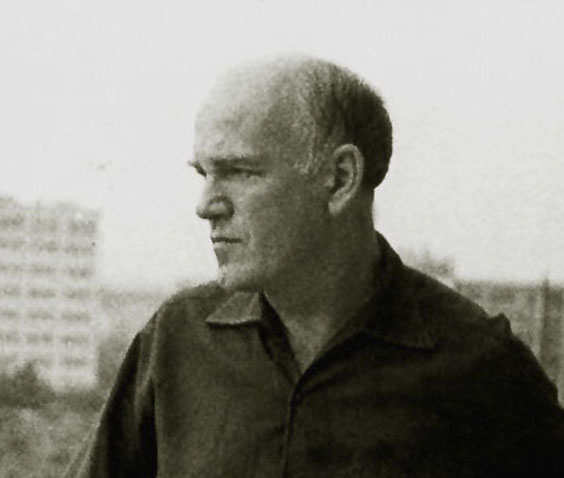
Sviatoslav Richter 1966

Svjatoslav Teofilovič Richter (in russo Святосла́в Теофи́лович Ри́хтер?; Žytomyr, 20 marzo 1915 – Mosca, 1º agosto 1997) è stato un pianista sovietico. Di origini tedesche dal lato paterno, Richter è stato uno tra i più grandi pianisti del XX secolo, celebre per la profondità delle sue interpretazioni, la sua straordinaria tecnica virtuosistica e l'immenso repertorio.

## Biografia
Figlio di Teofil Danilovič Richter (1872 - 1941), pianista, organista e compositore di origine tedesche, e di Anna Pavlovna Moskaleva (1893 - 1963), proveniente da una nobile famiglia di proprietari terrieri russi, Svjatoslav Richter ebbe come primo interesse artistico quello della pittura. Interesse questo che lo accompagnò per tutta la vita e che lo spinse a dipingere numerosi quadri. La passione per la musica iniziò solamente a partire dal 1920, ma a quel tempo Richter non ricevette nessuna educazione "ufficiale", formandosi curiosamente da autodidatta e imparando presto a suonare quello che più gli aggradava, soprattutto musica operistica (comprese le partiture per pianoforte dei drammi musicali di Wagner). All'età di 15 anni iniziò ad accompagnare al pianoforte cantanti lirici, dapprima al "Club dei marinai" di Odessa, poi nel locale Teatro dell'Opera. In un'intervista pubblicata all'inizio degli anni novanta, Richter raccontò che, durante la sua avventurosa adolescenza ad Odessa, fu molto più interessato alla direzione d'orchestra che al pianoforte e che la sua vera passione giovanile furono le opere liriche di Giuseppe Verdi, Richard Wagner e Giacomo Puccini piuttosto che i lavori pianistici dei grandi autori ottocenteschi, che poi sarebbero diventati una pietra miliare del suo repertorio. Oltre alla pittura e alla musica, gli altri interessi di Richter erano il teatro, il cinema e la letteratura.
Nel 1934, mentre lavorava ancora all'Opera di Odessa, Richter tenne il suo primo concerto in pubblico come pianista; tuttavia non iniziò formalmente lo studio del pianoforte per altri tre anni, quando si iscrisse al Conservatorio Čajkovskij di Mosca, che permise al giovane prodigio di saltare l'esame di ammissione. Studiò con Heinrich Neuhaus, che aveva insegnato anche a Ėmil' Gilel's e che indicava Richter come "lo studente geniale, il cui arrivo aveva atteso per tutta la vita". Divenne anche noto per aver saltato delle lezioni obbligatorie al conservatorio ed essere stato espulso per due volte durante il primo anno. Nel 1940, mentre era ancora uno studente, suonò in prima esecuzione la Sesta sonata per pianoforte di Sergej Prokof'ev, il compositore alle cui opere sarà in seguito molto spesso associato. Nel 1943 eseguì in prima mondiale a Mosca anche la Settima sonata.
Nel 1943 Richter incontrò Nina Dorliak (1908 - 1998), una cantante d'opera (soprano). Nel 1945 Richter e Dorliak si sposarono e rimasero insieme sino alla morte del pianista. Nina Dorliak sopravvisse al marito solo qualche mese in più, spegnendosi il 18 maggio 1998.
Nel 1949 Richter vinse il Premio Stalin e ciò lo portò a suonare in numerosi concerti in Russia, nell'Europa dell'Est e in Cina. Sempre nel 1949 suonò nella prima esecuzione assoluta privata nella Malyj Sal del Conservatorio Čajkovskij di Mosca della Sonata op. 119 in do maggiore di Sergej Prokof'ev con Mstislav Rostropovič.
L'Occidente iniziò a conoscere Richter e la sua fama grazie a delle registrazioni eseguite durante gli anni cinquanta. Non gli fu permesso di recarsi in tour negli Stati Uniti fino al 1960, ma quando ciò avvenne le sue tournée furono memorabili. Le grandi sale da concerto comunque non erano particolarmente amate da Richter, che preferiva un ambiente più intimo: in tarda età volle suonare quasi sempre in piccole sale, quasi oscurate, a volte con una sola piccola lampada che illuminava pianoforte e leggio. Pur dotato di una memoria prodigiosa e di un infallibile orecchio assoluto, negli ultimi anni si vide costretto a suonare con lo spartito poiché, a causa dell'età, la percezione dei suoni gli si era alterata di quasi un tono e fidandosi solamente dell'orecchio avrebbe rischiato di suonare tasti sbagliati.
Nel 1969 suonò nella prima esecuzione assoluta pubblica nella Malyj Sal del Conservatorio Čajkovskij di Mosca della Sonata op. 134 in sol maggiore di Dmitrij Dmitrievič Šostakovič con David Fëdorovič Ojstrach.
Al Teatro alla Scala di Milano nel 1982 esegue due quintetti di Dvořák con il Quartetto Borodin.
Colpito da un attacco cardiaco mentre stava preparando una tournée concertistica, morì a Mosca all'età di ottantadue anni. La sua tomba si trova nel Cimitero di Novodevičij di Mosca.

## Tecnica pianistica
Richter era dotato di un sicurissimo controllo tecnico dello strumento, che gli permetteva di affrontare tutto il repertorio pianistico. Inoltre, le sue esecuzioni erano sempre caratterizzate da un approccio interpretativo originale e certe volte molto personale. Queste caratteristiche dovevano essere presenti già nel periodo in cui era studente. Infatti, il suo maestro, Genrich Nejgauz, raccontava che Richter era dotato di una eccellente capacità di lettura a prima vista, che gli permetteva di interpretare in modo perfetto qualsiasi partitura sin dalla prima lettura.
Tali caratteristiche resero Richter celebre non solo tra il pubblico e tra i critici di tutto il mondo, ma anche tra altri pianisti suoi contemporanei: Arthur Rubinstein, Vladimir Horowitz, Ėmil' Gilel's, Glenn Gould e Arturo Benedetti Michelangeli espressero, in più di un'occasione, la loro ammirazione per le straordinarie doti di Richter.
Il suo repertorio era molto ampio e spaziava dal periodo barocco alla musica contemporanea. Tra le incisioni più famose sono da annoverare le sue registrazioni delle opere di Franz Schubert, Ludwig van Beethoven, Johann Sebastian Bach, Fryderyk Chopin, Franz Liszt, Aleksandr Nikolaevič Skrjabin, Sergej Prokof'ev, Sergej Rachmaninov. La critica lo ritiene uno dei più raffinati ed incisivi interpreti delle opere per pianoforte di Robert Schumann. Ha suonato per la prima esecuzione della Sonata N. 7 di Prokof'ev, imparandola in soli quattro giorni prima di eseguirla in pubblico e Prokof'ev ha dedicato a lui la sua Sonata N. 9. Oltre al repertorio solista, Svjatoslav Richter amava anche la musica da camera, interpretandola spesso assieme a musicisti quali David Ojstrach, Benjamin Britten, Pierre Fournier e Mstislav Rostropovič. L'ampiezza del repertorio era anche il frutto della straordinaria abnegazione con cui si applicava nello studio: si dice che studiasse in media 10-12 ore al giorno (anche se egli smentì quest'affermazione, dicendo che non superava mai le tre ore).
Grazie alla vastità dei suoi interessi musicali e all'originalità delle sue interpretazioni, Richter ha esercitato una profonda influenza sui pianisti delle generazioni successive.

## Repertorio
Il repertorio di Svjatoslav Richter era a tal punto sconfinato che, probabilmente, nessun altro pianista, sia tra quelli di ieri che tra quelli odierni, può vantarne uno altrettanto ricco, complesso e variegato. Richter, durante l'arco della sua leggendaria carriera, si cimentò con musica barocca, classica, romantica, del '900 (compresa quella dodecafonica). Tra i compositori affrontati abitualmente in concerto da Richter c'erano Bach, Händel, Haydn, Mozart, Beethoven, Schubert, Chopin, Dvořák, Liszt, Schumann, Brahms, Grieg, Debussy, Ravel, Musorgskij, Skrjabin, Prokof'ev, Rachmaninov, Šostakovič, Hindemith. Tale immenso repertorio comprende musica per pianoforte solo, concerti per pianoforte e orchestra, musica cameristica e un ampio corpus di musica liederistica.

## Giudizi critici
Svjatoslav Richter è considerato universalmente come uno dei più grandi pianisti di tutti i tempi. I critici musicali di oggi, come quelli coevi agli anni di attività del pianista russo, hanno sempre espresso opinioni entusiastiche sulle qualità e le capacità, sia tecniche che interpretative, di Richter.
- Il critico Piero Rattalino sostiene che, insieme a Franz Liszt e Ferruccio Busoni, Svjatoslav Richter sia il "terzo uomo" ad avere segnato profondamente e in modo definitivo l'interpretazione al pianoforte[3].
- Il pianista e critico Charles Rosen ha affermato che "Richter è il pianista più intelligente che io abbia mai conosciuto[4].
- Il pianista canadese Glenn Gould, grande ammiratore dell'arte di Svjatoslav Richter, ebbe modo di assistere nel 1957 a un recital del pianista russo e, successivamente a quell'esperienza, disse che Richter era uno degli uomini con la più forte capacità comunicativa che il mondo musicale avesse mai espresso[5].
- Il pianista Vladimir Horowitz sosteneva che, tra i pianisti russi, solo Svjatoslav Richter gli piaceva[6].
- Il pianista russo Ėmil' Gilel's, durante la sua tournée negli Stati Uniti, agli ammiratori e ai critici che lo acclamavano come il più grande pianista vivente, rispondeva che dovevano attendere di sentire Richter[7]. A quest'ultimo, infatti, al momento della dichiarazione di Gilel's, non era ancora stato permesso di suonare al di fuori dell'Unione Sovietica.
- Il pianista Arthur Rubinstein rimase sbalordito dai concerti di Richter e affermò che il suo suono era di una bellezza prodigiosa e di non avere mai sentito prima un pianoforte suonare in quel modo[8]. Aggiungendo che Richter era un titano, con una grande intelligenza. Successivamente Rubinstein, che conobbe personalmente il pianista russo, disse che Richter era il miglior pianista tra noi[9].
- Il pianista russo Vladimir Sofronickij proclamò Richter un genio[10].
- Il pianista e didatta Heinrich Neuhaus, maestro dello stesso Richter oltre che di Ėmil' Gilel's e di Radu Lupu, sosteneva di non conoscere una mano migliore per suonare il pianoforte di quella di Svjatoslav Richter, dato che questa riusciva a prendere con naturalezza l'intervallo della dodicesima, specificando altresì che l'estensione tra le dita del suo allievo era enorme[11].
- Il pianista russo Evgenij Kissin, in un'intervista, ha dichiarato che il virtuosismo di Svjatoslav Richter era trascendentale, ma mai fine a se stesso[12].
- Il critico Luca Segalla ha scritto che Svjatoslav Richter è stato il pianista del XX secolo, come Liszt è stato quello del XIX[13].

## Discografia parziale
- Bach: The Well-Tempered Clavier (part I - part II), 1992 BMG/RCA
- Bach: The Well-Tempered Clavier (part I - selection),The Well-Tempered Clavier (part II - selection), French Suite BWV 813, 2009, BMC
- Bach: English Suite n. 3 BWV 808, English Suite n. 4 BWV 809, English Suite n. 6 BWV 811, French Suite n. 2 BWV 813, French Suite n. 4 BWV 815a, French Suite n. 6 BWV 817, Toccata in D minor BWV 913, Toccata in G BWV 916, Fantasia in C minor BWV 906, Italian Concerto in F BWV 971, French Ouverture in B minor BWV 831, Duetto I in E minor BWV 802, Duetto II in F BWV 803, Duetto III in G BWV 804, Duetto IV in A minor BWV 805, 2005, Philips Classics
- Bach: English Suite n. 3 BWV 808, Concerto for Piano and Orchestra BWV 1052, Concerto for Piano and Orchestra BWV 1061, 2003, Melodija
- Bach: Richter plays Bach, 2008 Stradivarius (Sonatas BWV 966, BWV 963, BWV 964, Capriccio BWV 993, Four duets BWV 802-805, Concerto italiano BWV 971, English Suites BWV 806, BWV 808, BWV 809, BWV 811, French Suites BWV 813, BWV 815, Toccata BWV 913, Fantasie BWV 906)
- Bartok: Fifteen Hungarian Peasant Songs, 2009, BBC Music
- Bartok: Three Burlesques, 2008, Decca
- Beethoven: Andante favori WoO 57, 1998, Orfeo
- Beethoven: Piano Sonata n. 27, Piano Sonata n. 28, Piano Sonata n. 29, 2012, Praga Digitals
- Beethoven: Piano Sonata n. 23, Piano Sonata n. 17, Piano Sonata n. 18, 2012, Praga Digitals
- Beethoven: Piano Sonata n. 31, Diabelli Variations, 2012, Praga Digitals
- Beethoven: Piano Sonata n. 3, Piano Sonata n. 7, Piano Sonata n. 12, Piano Sonata n. 22, 2013, Praga Digitals
- Beethoven: Piano Sonata n. 3, Piano Sonata n. 29, Bagatelles op. 126 n. 1, n. 4, n. 6, 2000, BBC Music
- Beethoven: Piano Sonata n. 9, Piano Sonata n. 10, 2001, BBC Music
- Beethoven: Piano Sonata n. 8, Piano Sonata n. 23, Bagatelles Op. 33 n. 3, 5, Bagatelles Op. 119 n. 2, 7, 9, Bagatelles Op. 126 n. 1, 4, 6, 2003, Melodija
- Beethoven: Piano Sonata n. 30, Piano Sonata n. 31, Piano Sonata n. 32, 2007, Parnassus Records
- Beethoven: 6 Variations for Piano in F major Op. 34, 6 Variations in D major Op. 76, 15 Variations in E flat major on Prometheus theme Op. 35 "Eroica", 2005, Regis
- Beethoven: Diabelli Variations Op. 120, 2002, Regis
- Beethoven: The Cello Sonatas - Mstislav Rostropovič/Svjatoslav Richter, 1963 Philips
- Beethoven: Triple Concerto/Brahms: Double Concerto - Herbert von Karajan/Berliner Philharmoniker/Orchestra di Cleveland/David Ojstrach/Svjatoslav Richter/Mstislav Rostropovič/George Szell, 1970 EMI
- Beethoven: Fantasy for piano, chorus and orchestra Op. 80 - Kurt Sanderling, 2004, Urania
- Beethoven: Piano Concerto No. 1 & Piano Sonatas Nos. 22 & 23 - Boston Symphony Orchestra/Charles Münch/Svjatoslav Richter, BMG/RCA
- Beethoven: Piano Sonata No. 17 'Tempest' - Schumann: Fantasy - Svjatoslav Richter, EMI
- Borodin: Petite Suite (excerpts: Au couvent, Mazurka in C Major, Serenade), 2010, Parnassus Records
- Brahms, Concerto No. 2 - Richter/Chicago Symphony Orchestra/Leinsdorf, 1960 RCA Red Seal/RCA Italiana – Miglior interpretazione solista di musica classica con orchestra (Grammy), 1961
- Brahms: Piano Sonatas Nos. 1 & 2 - Svjatoslav Richter, 1961 Decca
- Brahms: Piano Sonatas n. 1 & 2, Variations on a theme by Paganini Op. 35, 2006, Philips Classics
- Brahms: Ballade in G minor Op. 118 n. 3, Intermezzo in E Flat minor Op. 118 n. 6, Intermezzo in C Op.119 n. 3
- Brahms: Piano Concerto 2/Schumann: Sonata 2 - Lorin Maazel/Orchestre de Paris/Svjatoslav Richter, 1961 EMI/Warner
- Chopin: Barcarolle op. 60, 2002, BBC Music
- Chopin: Étude op. 10 n. 3, Étude op. 25 n. 5, Polonaise n. 1, 2008, Melodija
- Chopin: Études op. 10 (n. 4, 10, 11), Études op. 25 (n. 5, 8, 11, 12), Ballades op. 23, 38, 47, 52, Nocturnes, Polonaise n. 7, 2012 Praga Digitals
- Chopin: Polonaise Fantasie, Waltz op. 34 n. 3, Waltz op. 70 n. 3, Mazurka op. 63 n. 3, Mazurka op. 67 n. 3, Mazurka op. 68 n. 3, Mazurka op. postuma n. 2, Étude op. 25 n. 7, Scherzo n. 4 op. 54, Three Nocturnes op. 15, Nocturne op. 62 n. 2, Nocturne op. 72 . 1, Étude op. 10 n. 4, 2009, Melodija
- Chopin: Scherzo n. 1, Scherzo n. 2, Scherzo n. 3, Scherzo n. 4, 2016, Eurodisc / Sony
- Chopin: Andante spianato and Grande Polonaise op. 22 - Kirill Petrovič Kondrašin/London Symphony Orchestra, 2000, BBC Music
- Čajkovskij : Grand Piano Sonata Op. 37(a), The Seasons Op. 37b (excerpts), 2016, Praga Digitals
- Čajkovskij Rachmaninov, Conc. pf. n. 1/Conc. pf. n. 2 - Richter/Wislocki/Karajan/WPO, Deutsche Grammophon
- Čajkovskij Rachmaninov, Conc. pf. n. 1/Prel. op. 23, 32 - Richter/Karajan/WPO, Deutsche Grammophon
- Debussy: 10 Preludes from book 1, Preludes (book 2), L'Isle joyeuse; Cloches a travers les feuilles, 1999, BBC Music
- Debussy: Suite bergamasque, Preludes book 1 n. 1, 3, 9, 11, Preludes book 2 n. 1, 2, 3, 4, 5, 6, 7, 8, 9, 10, 11, 12, 2009, Melodija
- Debussy: Suite bergamasque, Estampes, 1998, Orfeo
- Debussy: Preludes (book I - selection), Preludes (book II), Images (book I), Hommage à Haydn, Ariettes Oubliées n. 1, 5, 2009, BMC
- Dvořák, Quint. pf. op. 5, 81 - Richter/Borodin Quartet, 1982 Philips
- Dvorak: Piano Concerto - Schubert: "Wanderer" Fantasy - Carlos Kleiber/Svjatoslav Richter/Symphonieorchester des Bayerischen Rundfunks, Warner Great Dvořákof the Century
- Franck: Prelude, chorale and fugue, 2008, Melodija
- Franck: Piano Quintet - Liszt: Harmonies Poétiques et Religieuses; Ave Maria - Svjatoslav Richter/Borodin Quartet/Borodin String Quartet, 1991 Philips
- Gershwin: Concerto in F for Piano and Orchestra, 2010, Hanssler Classic
- Grieg: Lyric Pieces (selection), 2009, BMC
- Grieg & Schumann: Piano Concertos - Svjatoslav Richter, EMI
- Handel: Suite n. 2, 3, 5, 8, 9, 12, 14, 16, 2005, EMI
- Haydn: Piano Sonatas - Svjatoslav Richter, 1992, Decca
- Hindemith: Suite "1922" Op. 26, 2008, Decca
- Ljadov: Étude and Canzonetta Op. 48, 2010, Parnassus Records
- Liszt: Piano Sonata in B minor S178, 2002, BBC Music
- Liszt: Piano Sonata in B minor S178, Études d'exécution trascendante (I. Preludio, II. Study in A minor, III. Paysage, V. Feux folletts, VII. Eroica, VIII. Wilde Jagd, X. Study in F minor, XI. Harmonies du soir), Aux Cypres de la Villa d'Este, Hungarian Rhapsody n. 17, Valse Oubliée n. 3, 2014, Praga Digitals
- Liszt: Scherzo and March S177, Mephisto Waltz n. 1 S514, Ave Maria S182, Pensée des Mort, Funerailles, Andante lacrimoso, Mephisto Polka SS217, Nuages Gris S199/7, Valse Oubliées n. 2 S215, 2015, Praga Digitals
- Liszt: Gnomenreigen, Liebestraume n. 2, 3, Valses Oubliées n. 1, 2, 3, Sonetto 123 del Petrarca, 2009, BMC
- Liszt: Harmonies poetiques et religieuses (n. 4, Pensée des morts), Polonaise n. 2, Hungarian Rhapsody n. 17, Consolation n. 6, Scherzo and March, Nuages gris, 2006, Parnassus Records
- Liszt: Années de pélerinage (selection), 2008, Andromeda
- Liszt: Concerto for Piano and Orchestra n. 1 S124, Concerto for Piano and Orchestra n. 2 S125, Hungarian Fantasia for Piano and Orchestra S123 - Kyrill Kondrašin/ London Symphony Orchestra, 2000, BBC Music
- Liszt: The Piano Concertos; Beethoven: Piano Sonatas Nos. 10, 19, & 20 - Kiril Kondrašin/London Symphony Orchestra/Svjatoslav Richter, Philips
- Mendelssohn: Lieder ohne worte Op. 19 n. 1, 2, 3, 5, 6, 2009, BMC
- Mozart: Piano Sonatas - Svjatoslav Richter, 1993 Universal
- Mozart: Piano Sonatas Nos. 4, 8 & 16 - Svjatoslav Richter, 1990, Philips
- Mozart: Piano Concerto No. 20, K. 466; Beethoven: Piano Concerto No. 3 - Kurt Sanderling/Stanislaw Wislocki/Svjatoslav Richter/Warsaw Philharmonic Orchestra/Wiener Symphoniker, Deutsche Grammophon
- Mozart: Piano Concerto K. 491, Piano Concerto K. 595 - Riccardo Muti/Orchestra del Maggio Musicale Fiorentino, 2018, Riccardo Muti Music
- Mozart & Beethoven: Violin Sonatas - Oleg Kagan/Svjatoslav Richter, EMI/Warner
- Musorgskij: Pictures at an Exhibition, 2016, Praga Digitals
- Prokof'ev: Piano Sonata n. 7, 2009, BBC Music
- Prokof'ev: Piano Sonata n. 2, Legend, Visions Fugitives, Landscape, Valse from the opera "War and Peace", Piano Sonata n. 9, 2010, Melodija
- Prokof'ev: Musical Friendship, 2017 Divox (Piano Sonata n. 6, Piano Sonata n. 9, Piano Pieces from the Ballet "Cinderella", Legende, Visions fugitives)
- Prokof'ev: Piano Concerto No. 5 & Piano Sonata No. 8 - Svjatoslav Richter/Warsaw National Philharmonic Orchestra/Witold Rowicki, 1997 Deutsche Grammophon
- Rachmaninov: Études-tableaux Op. 33 n. 9, 5, 6, Études-tableaux Op. 39 n. 1, 2, 3, 4, 7, 9, Preludes Op. 23 n. 1, 2, 4, 5, 8, 7, Preludes Op. 32 n. 2, 1, 6, 7, 9, 10, 12, 2014, Praga Digitals
- Ravel: Pavane puor une infante defunte, Gaspard de la nuit (n. 2: Le Gibet), Jeux d'eau, Valses nobles et sentimentales, Miroir (n. 4: Alborada del gracioso), 2004, ArchipelRecords
- Ravel: Concerto for left hand - Riccardo Muti/Orchestra Comunale di Genova, 2015, Parnassus Records
- Saint-Saëns: Concerto for Piano and Orchestra n. 5 in F-Major Op. 103, 2010, Hanssler Classic
- Schubert: Moments musicaux D780 n. 1, n. 3, n. 6, Piano Sonata D566, 2002, BBC Music
- Schubert: Piano Sonata n. 21 D960, Piano Sonata n. 13 D664, Impromptu Op. 90 n. 4, 2012, Praga Digitals
- Schubert: Piano Sonata n. 17 D850, Piano Sonata n. 16 D845, 2012, Praga Digitals
- Schubert: Piano Sonata n. 9 D575, Piano Sonata n. 11 D625, Piano Sonata n. 14 D784, Piano Sonata n. 18 D894, Piano Sonata n. 19 D958, Allegretto for piano D915, 2018, Praga Digitals
- Schubert: Winterreise, Piano Sonata in C, D. 840 - Peter Schreier/Svjatoslav Richter, 1985 Philips
- Schubert: Lieder - Dietrich Fischer-Dieskau/Svjatoslav Richter, 1978 Deutsche Grammophon
- Schubert: Trout Quintet and Fillers - Svjatoslav Richter, EMI/Warner
- Schumann, Conc. pf./Waldszenen/Toccata - Richter/Rowicki/Wislocki, Deutsche Grammophon
- Schumann: Fantasia in C Op. 17, March in G minor Op. 76 n. 2, Concert studies on Caprices by Paganini Op. 10 n. 4-6, Novellette in F Op. 21 n. 1, Blumenstuck Op. 19, Nachtstucke Op. 23, 2006, Philips Classics
- Schumann: Fantasiestucke op. 12, Humoreske op. 20, Novelletten op. 21, 2003, Melodija
- Schumann: Theme and Variations on the name "Abegg" op. 1, Faschingsschwank aus Wien op. 26, 2001, BBC Music
- Schumann: Fantasy in C, Faschingsschwank aus Wien, Papillons - Svjatoslav Richter, 1992 EMI/Warner
- Schumann: Four Fugues Op. 72, 2006, Parnassus Records
- Skrjabin: Svjatoslav Richter plays Skrjabin, 2017 Praga Digitals (selezione di studi, di preludi, di poemi, oltre alle sonate n. 2, 5, 6, 7, 9 e al Prometheus)
- Šostakovič: 24 Preludes and Fugues op. 87, n. 3, 6, 7, 2, 18, 4, 2008, Supraphon Music
- Strauss: Burleske in D minor - George Enescu/Philharmonic Orchestra, 2015, Parnassus Records
- Szymanowski: Sonata n. 2 Op. 21, 2006, Parnassus Records
- Szymanowski: Two pieces from "Masques" Op. 34 (Sheherazade, Tantris le bouffon)
- Szymanowski: Two pieces from "Metopes" Op. 29 (L'Ile des sirenes, Calypso)
- Weber: Piano Sonata n. 3 Op. 49, 2006, Andromeda
- Webern: Variations Op. 27, 2008, Decca
- Wolf: Mörike-Lieder - Dietrich Fischer-Dieskau/Svjatoslav Richter, 1975 Deutsche Grammophon
- Richter, Pianist of the Étude
- Richter Plays Beethoven, Vol. 4 - 1993 Universal
- Richter Plays Schubert, Vol. 5 - 1993 Universal
- Richter Plays Haydn, Weber & Beethoven - 1994 Universal
- Richter the Master - Bach & Chopin - 1993 Universal
- The Very Best of Svjatoslav Richter, EMI/Warner
- Richter, The Teldec Recordings - Borodin Quartet/Elisabeth Leonskaja/Orchestra di Padova e del Veneto/Svjatoslav Richter/Jurij Bašmet, 1995/1997 Teldec
- Richter: In Memoriam - 1997 Deutsche Grammophon
- Svjatoslav Richter Recital - 1994 Deutsche Grammophon
- Britten at Aldeburgh: Piano Duets - Benjamin Britten/Svjatoslav Richter, BBC/Decca